# Howard Lanin

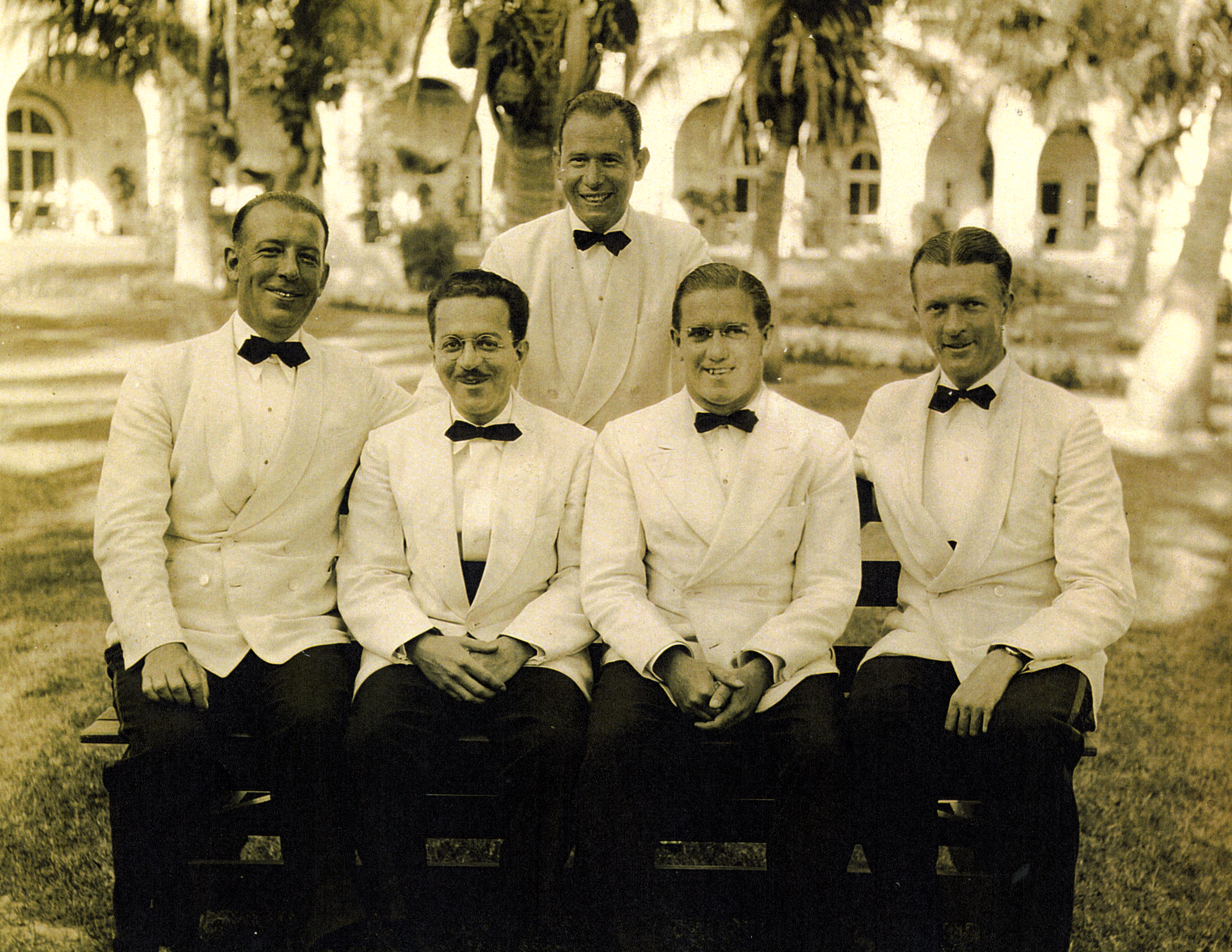
Howard Lanin med sin orkester 1938.

Howard Lanin, född 1897, död april 1991, var en amerikansk musiker (trumslagare) och orkesterledare, huvudsakligen verksam i Philadelphia. Han kom från en stor familj av rysk-judiskt ursprung och hade ett flertal musikaliskt aktiva syskon, däribland orkesterledarna Sam Lanin och Lester Lanin.
Howard Lanin började arbeta professionellt som musiker redan som 11-åring. Vid 17 års ålder hade han format sin egen orkester och fortsatte att vara verksam som ledare för denna tills han var 89. Utöver i hemstaden Philadelphia framträdde Lanins orkester bland annat på Ritz-Carlton Hotel i New York och i Palm Beach, Florida.
Lanin gjorde totalt ett par dussin skivinspelningar åren 1923-27 (för Gennett 1923-24, för Victor 1925 och för Columbia 1925-27). Då åtminstone vissa av dessa tycks ha dirigerats av brodern Sam - en mycket produktiv skivartist - är det något oklart hur stor praktisk koppling Howard hade till de inspelningar som bär hans namn. Bland mer kända musiker som medverkar på dessa inspelningar märks Red Nichols.
Howard Lanin avled av lunginflammation.